# The Unique Thelonious Monk
Albums de Thelonious Monk
Thelonious Monk Plays Duke Ellington
(1955) Brilliant Corners
(1957)
The Unique Thelonious Monk est un album du pianiste de jazz Thelonious Monk sorti en 1956.

## Historique
The Unique Thelonious Monk est le deuxième album de Monk pour le label Riverside après Thelonious Monk Plays Duke Ellington (1955). Sur ces deux albums ne figure aucune composition du pianiste. The Unique Thelonious Monk est uniquement constitué de standards choisis pour faire briller Monk en tant que leader et arrangeur.
Thelonious Monk a parfois fait un travail de réarrangement et de réharmonisation très personnel : voir par exemple Just You, Just Me, avec les réponses au thème main gauche (qui peuvent rappeler sa composition Work), ou Tea for Two, et son introduction très chromatique, presque atonale, qui est joué pendant le thème avec les accords de Skippy. Il joue ensuite ce morceau dans un style parfois proche du stride avec une harmonie chromatique descendante typique de son jeu (qu'on retrouve par exemple sur Thelonious ou We See).
Pour la promotion de l'album, Billie Wallington, publicitaire de Riverside, a imprimé des carnets de 100 timbres reprenant le visuel de la pochette de l'album (inspiré par le graphisme des timbres de 3 cents). Certains ont effectivement été utilisés pour affranchir des lettres.

## Pistes
| N° | Titre                              | Compositeur                     | Durée |
| -- | ---------------------------------- | ------------------------------- | ----- |
| 1. | Liza (All the Clouds'll Roll Away) | George & Ira Gershwin, Gus Kahn | 3:11  |
| 2. | Memories of You                    | Eubie Blake, Andy Razaf         | 4:15  |
| 3. | Honeysuckle Rose                   | Fats Waller, Andy Razaf         | 5:32  |
| 4. | Darn That Dream                    | Eddie DeLange, Jimmy Van Heusen | 6:30  |
| 5. | Tea for Two                        | Vincent Youmans, Irving Caesar  | 5:52  |
| 6. | You Are Too Beautiful              | Richard Rodgers, Lorenz Hart    | 4:53  |
| 7. | Just You, Just Me                  | Jesse Greer, Raymond Klages     | 7:59  |

## Musiciens
- Piano - Thelonious Monk
- Contrebasse - Oscar Pettiford
- Batterie - Art Blakey